# Mercuriales (film)
Pour les articles homonymes, voir Mercuriales (homonymie).
Pour plus de détails, voir Fiche technique et Distribution.
Mercuriales est un film français réalisé par Virgil Vernier, sorti en 2014.

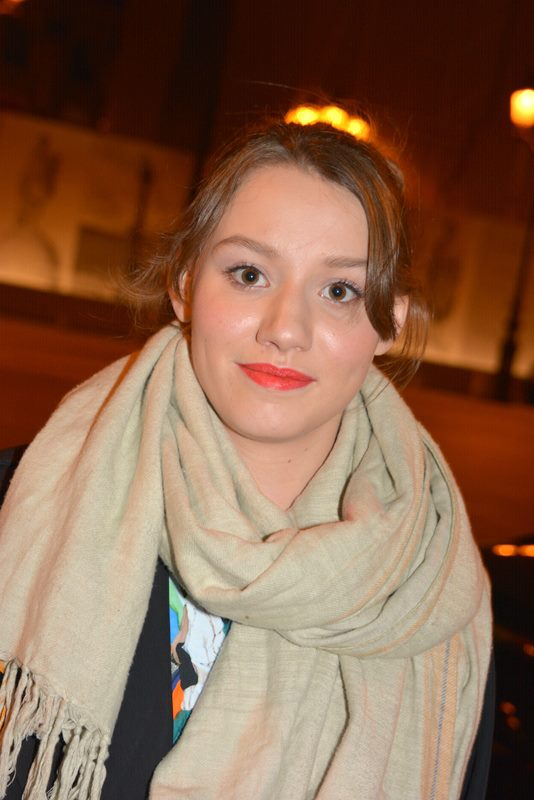
Philippine Stindel, en janvier 2015 au dîner des Révélations des César du cinéma 2015, pour son rôle de Joane.

## Synopsis
Joane et Lisa sont  hôtesses d'accueil dans les tours Mercuriales de la banlieue parisienne. Lisa est moldave, hantée par la mémoire d'une cousine émigrée en France et disparue sans laisser de traces. Joane est française et cherche autant la gloire et la fortune qu'un sens à sa vie. Toutes les deux se lient d'une amitié profonde et partent quelques jours à la frontière  allemande.

## Fiche technique
- Titre : Mercuriales
- Réalisation : Virgil Vernier
- Scénario : Virgil Vernier et Mariette Desert
- Direction artistique : Pauline Lévêque
- Photographie : Jordane Chouzenoux
- Son : Julien Sicart et Simon Apostolou
- Décors : Isabelle Voisin
- Costumes: Pauline Lévêque et Raphaëlle Rieu
- Musique : James Ferraro
- Montage : Raphaëlle Martin-Holger
- Société de production : Kazak Productions
- Pays d'origine :  France
- Durée : 108 minutes
- Dates de sortie : 
  - France : 21 mai 2014 (Festival de Cannes)
  - France : 19 novembre 2014

## Distribution
- Philippine Stindel : Joane
- Ana Neborac : Lisa
- Annabelle Lengronne : Zouzou
- Damien Bonnard : le gardien
- Jad Solesme
- Maryne Cayon

## Distinctions

### Récompenses
- Festival international du film francophone de Namur 2014 : Prix découverte
- Festival international du film indépendant de Bordeaux 2014 : Prix Erasmus + (et mention spéciale Grand prix du jury « Domaine Clarence Dillon »)

### Sélections
- 2014 : Programmation ACID au Festival de Cannes
- 2014 : FIDMarseille
- 2014 : Festival international du film de La Rochelle
- 2015 : Révélation des César du cinéma, pour Philippine Stindel.

## Accueil critique
- Dans les Cahiers du cinéma (no 701, juin 2014, p. 15), Vincent Malausa écrit que Virgil Vernier « poursuit son travail d'immersion dans les zones les plus poreuses du territoire en invoquant un rapport à l'histoire et aux légendes qui débouche sur une mosaïque spatio-temporelle d'une grande puissance lyrique, proche d'une conception chamanique du cinéma ».
- Jean-François Rauger, dans son article du Monde (21 mai 2014), note que le film « semble poursuivre la recherche effectuée sur Orléans où, déjà, la différence entre documentaire et fiction paraissait à la fois volontairement imprécise et incroyablement excessive » ; il estime que Mercuriales « complique à dessein cette distinction ».